# Valle de la Urraca
Valle de la Urraca är en ort i Mexiko.   Den ligger i kommunen Acaponeta och delstaten Nayarit, i den centrala delen av landet, 800 km nordväst om huvudstaden Mexico City. Valle de la Urraca ligger 6 meter över havet och antalet invånare är 218.
Terrängen runt Valle de la Urraca är platt åt sydväst, men åt nordost är den kuperad. Runt Valle de la Urraca är det ganska glesbefolkat, med 40 invånare per kvadratkilometer. Närmaste större samhälle är Ojo de Agua de Palmillas, 6,2 km nordost om Valle de la Urraca. I omgivningarna runt Valle de la Urraca växer i huvudsak lövfällande lövskog.